# Нойкирхен при Зулцбах-Розенберг
Нойкирхен при Зулцбах-Розенберг (на немски: Neukirchen bei Sulzbach-Rosenberg; Neukirchen b.Sulzbach-Rosenberg е община (Gemeinde) в Горен Пфалц, Бавария в Германия с 2592 жители (към 31 декември 2015).
Намира се на около 10 km западно от Зулцбах-Розенберг и 45 km източно от Нюрнберг и има 37 части.